# 대섭
대섭(戴涉, ? ~ 44년)은 중국 후한 초기의 관료로, 자는 숙평(叔平)이며, 기주 청하국 사람이다.

## 생애
건무 초기에 상당태수를 지냈다. 관내후로 있다가 건무 15년(39년) 12월 구양흡의 뒤를 이어 대사도에 임명되었다. 그러나 자신이 천거한 사람이 금품을 훔치는 사건에 연루되어 투옥되었고, 건무 20년(44년) 4월 감옥에서 사망하였다.

## 출전
- 범엽, 《후한서》
  - 권1하 광무제기 下
  - 권27 선장이왕두곽오승정조열전 중 장담전
  - 권29 신도강포영질운열전

| 전임 구양흡 | 제7대 후한의 대사도 39년 12월 경오일 ~ 44년 4월 경진일 | 후임 장담 |